# Liste der Nummer-eins-Hits in Kroatien
Die Liste der Nummer-eins-Hits in Kroatien basiert auf den wöchentlichen Charts des Landes, die von Hrvatska diskografska udruga herausgegeben werden. Anfangs wurden nur Albumcharts ermittelt, seit 2016 werden auch die HRtop40-Airplaycharts erfasst.
Die Liste ist nach Jahren aufgeteilt.